# Шкала Кінсі

Шкала Кінсі

«Шкала Кінсі» — спроба виміряти сексуальну орієнтацію людей за шкалою від нуля (винятково гетеросексуальна орієнтація) до 6 (винятково гомосексуальна орієнтація). Була вперше опублікована в книзі «Статева поведінка самця людини» в 1948 році, написаній зоологом і сексологом Альфредом Кінсі в співавторстві з Ворделлом Помероєм й іншими дослідниками, і була також представлена в доповнювальній праці Кінсі і співавторів «Статева поведінка самки людини», опублікованій в 1953 році.
Представляючи цю шкалу, Кінсі писав: «Люди не становлять дві окремі субпопуляції – суворо гетеросексуальну і суворо гомосексуальну. Світ не поділяється на козликів і козлиць. Фундаментальний принцип таксономії полягає в тому, що в природі рідко спостерігаються дискретні категорії. Жива природа – це континуум у всіх і кожному зі своїх аспектів».
«Наголошуючи на неперервності градацій між винятково гетеросексуальними і винятково гомосексуальними особистими історіями, ми в той же час вважали бажаним розробити певний спосіб класифікації, який міг би базуватися на відносній кількості гетеросексуального і гомосексуального досвіду або відповіді на досвід в кожній історії… Індивідууму може бути приписана конкретна крапка на цій шкалі в кожний конкретний період його життя… Семиточкова шкала точніше наближається до того, щоб відобразити велику кількість градацій, які існують в реальності.»
Шкала Кінсі виглядає так:
| Показник | Опис                                                                         |
| -------- | ---------------------------------------------------------------------------- |
| 0        | Виняткова гетеросексуальність                                                |
| 1        | Переважна гетеросексуалність, лише зрідка практикує гомосексуальні контакти  |
| 2        | Переважна гетеросексуальність, але гомосексуальні контакти не дуже рідкісні  |
| 3        | Однаково практикує як гетеросексуальні так і гомосексуальні контакти         |
| 4        | Переважна гомосексуальність, але гетеросексуальні контакти не дуже рідкісні  |
| 5        | Переважна гомосексуальність, лише зрідка практикує гетеросексуальні контакти |
| 6        | Виняткова гомосексуальність                                                  |
| X        | Асексуальність                                                               |

## Наукові знахідки

### Звіти Кінсі

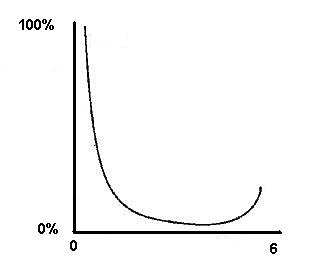
Мал.1. Вид розподілу чоловіків за сексуальними орієнтаціями. Ордината: частка чоловіків з даною орієнтацією, абсциса — сексуальна орієнтація за Кінсі

- Чоловіки: 11.6% білих чоловіків у віці від 20 до 35 були оцінені як «3» (так само гомосексуальні і гетеросексуальні) в цей період їхнього життя[3].
- Жінки: 7% самотніх жінок у віці від 20 до 35 і 4% одружених жінок у віці від 20 до 35 були оцінені як «3» (так само гомосексуальні і гетеросексуальні) в цей період їнього життя[4].

Від 2 до 6% жінок у віці від 20 до 35 були оцінені як «5» (переважно гомосексуальні)  і від 1 до 3% неодружених жінок у віці від 20 до 35 були оцінені як «6» (винятково гомосексуальні).

### Сучасні дані
Дослідження, проведені на початку 1990-х років в США в рамках проекту General Social Survey, дали суттєво менші кількості опитаних, що ідентифікують себе як гомосексуальні або бісексуальні; за даним дослідження таких серед чоловіків виявилось 3.3%, серед жінок - 2.3%
Кінсі також не визначив вид розподілу осіб за визначеною ним шкалою: роботи в цій сфері з'явились в 90-х роках XX століття при вивченні генетичних передумов гомосексуальності. Виявилось, що якщо для чоловіків розподіл є бімодальним (J-подібним) (див. Мал.1), з максимумами у крайніх відмітками шкали Кінсі, то для жінок характерний різкий максимум біля гетеросексуального краю шкали (рейтинг 0) зі спадом до повної гомосексуальності (L-подібне розподілення), що ставить під сумнів — принаймні з точки зору популяційної генетики - тезу Кінсі про те, що «чоловіки не становлять дві окремі субпопуляції».

## Вплив
Американський сексолог Хані Мілетскі за аналогією зі шкалою Кінсі пропонує використовувати шкалу зоосексуальності. Згідно з цією концепцією, кожна людина в тій чи іншій мірі зоосексуальна.